# Златарско језеро
Златарско језеро или језеро Кокин Брод је вештачко језеро у долини Увца, на 54,2 km од ушћа у Лим (река). Налази се између планина Златара на југозападу и Златибора (Муртенице) на североистоку, 10 до 15km од Нове Вароши. Језеро има површину од 7,25km², а дугачко је од 15km до 23km. Настало је 60-их година изградњом Хидроелектране „Кокин Брод“ (25 МW), која је преградила реку Увац код Кокиног Брода. Брана електране је висока 83 метра и дужине 1.264 m и највећа је камена брана изграђена у Европи, а ниво језера због електране варира и до 45m.
Златарско језеро је треће по величини у Србији после Ђердапског и језера Перућац на Дрини.